# マット・ガファリ
マット・ガファリ（Matt Ghaffari、1961年11月11日 - ）は、アメリカ合衆国のレスリング選手、プロレスラー。イラン・テヘラン出身。サンキスト・キッズ・レスリング・クラブ所属。アトランタオリンピックレスリング・グレコローマンスタイル130kg級銀メダリスト。

## 来歴

### アマチュアレスリング
1996年、アトランタオリンピックレスリング・グレコローマンスタイル130kg級決勝でロシアのアレクサンドル・カレリンに敗れたもの、銀メダルを獲得した。

### 総合格闘技
2002年8月8日、UFO LEGENDで同じくオリンピック銀メダリストの小川直也と対戦。試合はガファリが小川の左ストレート一発で戦意喪失し、パウンドでTKO負け。その時の言い訳は「コンタクトレンズがずれた」。格闘技の試合に出場する選手としては考えられないことではあるが、ハードコンタクトレンズを装着していた模様。プロレス参戦後も小川に「ズレないコンタクトをつけてこい！」と挑発されている。

### プロレス
ZERO-ONEやハッスルに参戦。得意技はガファリ・プレスという名のボディプレス。
2004年3月7日、ハッスル2で小川直也との再戦が組まれていたが、高田モンスター軍の高田総統が、試合前の小川の「何人でもかかってこい」という発言を受け、急遽1対6のハンディキャップマッチに変更。ガファリは小川がやられるのをリング外で困惑しながら見ていたが、最後は無理やりリングに上げられ、ガファリ・プレスで3カウントを奪った。試合後ガファリは高田モンスター軍から追放された。

## 戦績
| 総合格闘技 戦績 | 総合格闘技 戦績 | 総合格闘技 戦績 | 総合格闘技 戦績 | 総合格闘技 戦績 | 総合格闘技 戦績 | 総合格闘技 戦績 |
| --------------- | --------------- | --------------- | --------------- | --------------- | --------------- | --------------- |
| 1 試合          | (T)KO           | 一本            | 判定            | その他          | 引き分け        | 無効試合        |
| 0 勝            | 0               | 0               | 0               | 0               | 0               | 0               |
| 1 敗            | 1               | 0               | 0               | 0               | 0               | 0               |

| 勝敗 | 対戦相手 | 試合結果                             | 大会名                  | 開催年月日   |
| ×    | 小川直也 | 1R 1:56 TKO（左ストレート→パウンド） | 世界最強伝説 UFO LEGEND | 2002年8月8日 |

## タイトル歴
プロレスリングZERO-ONE
- NWAインターコンチネンタルタッグ王座
- NWAスーパーヘビー級王座